# Bro kyrka, Värmland

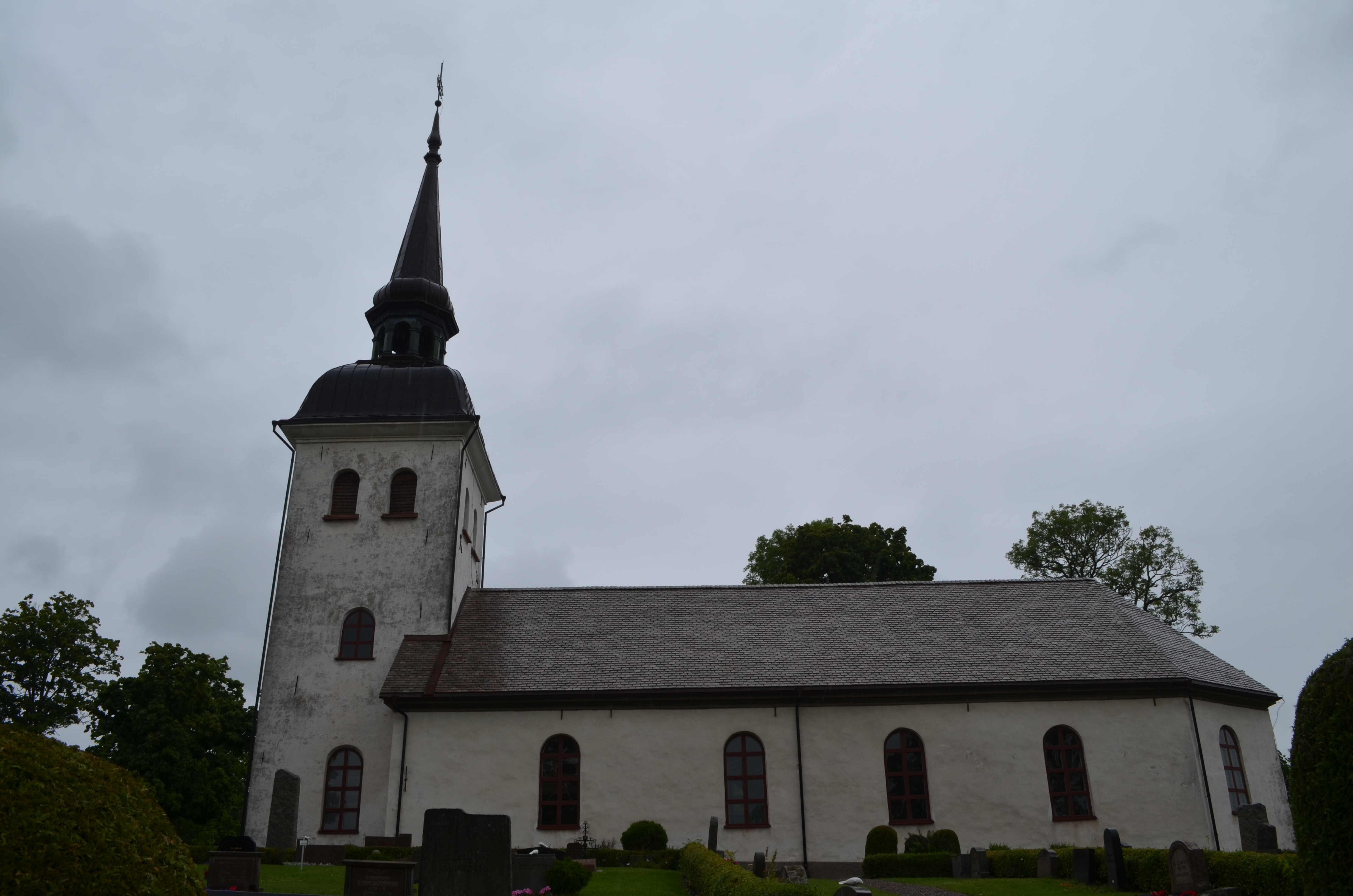
Bro kyrka 2020

Bro kyrka är en kyrkobyggnad i Säffle kommun. Den är församlingskyrka i Bro församling, Karlstads stift.

## Kyrkobyggnaden
Ursprungliga stenkyrkan uppfördes på medeltiden. Nuvarande långhus tillkom på 1700-talet. På 1770-talet färdigställdes nuvarande tresidiga kor i öster och nuvarande kyrktorn i väster. 1815 uppfördes sakristian norr om koret av murarmästare Ottensten. Tornöverbyggnaden med öppen lanternin tillkom 1895 efter ritning av arkitekt Carl Möller.
Åren 1936-1937 genomfördes en renovering under ledning av arkitekt Bror Almquist. Inredningens ursprungliga färger togs fram. Under 1800-talet hade inredningen blivit övermålad i vitt och guld. Nuvarande bänkinredning och en femsidigt bruten altarring tillkom. Skiffertaket lades om och väggarna ströks med kalk. Vid en ombyggnad 1955-1956 byttes fönstren ut. I tornet inreddes tredje våningen och torntrappan byggdes om. År 2001 byttes tornets kopparplåt ut.

## Inventarier
- Nuvarande dopfunt av sandsten skänktes till kyrkan 1932. Enligt en inventarieförteckning från 1739 har i kyrkan funnits en dopfunt av täljsten och 1910 fann man fragment i en åker som troligen var från denna dopfunt.
- Predikstolen är byggd 1755 av snickarmästare Jöns Andersson.
- Altaruppsatsen i barockstil är skänkt till kyrkan 1680.

### Orgel
- 1861 byggde Johan Nikolaus Söderling, Göteborg en orgel med 9 stämmor. 1906 blev den renoverad av E. A. Setterquist & Son, Örebro.
- Den nuvarande orgeln byggdes 1930 av Nordfors & Co, Lidköping och är en pneumatisk orgel. Orgeln har en gemensam svällare. Den har omdisponerats flera gånger.

| Manual I      | Manual II          | Pedal       | Koppel   |
| Borduna 16´   | Gedackt 8´         | Subbas 16´  | I/P      |
| Principal 8´  | Täckflöjt 4´       | Koralbas 4´ | II/P     |
| Rörflöjt 8'   | Principal 2'       |             | II/I     |
| Oktava 4'     | Larigot 1 1/3'     |             | I 4'/I   |
| Blockflöjt 2' | Oktavcymbel 2 chor |             | II 16'/I |
| Mixtur 3 chor |                    |             |          |

### Webbkällor
- Kyrkor i Karlstads stift Del II, Utgiven av Värmlands Museum och Karlstads stift, 2008, ISBN 91-85224-72-3